# William Norrie
William Good Norrie, född 27 maj 1866, död 30 september 1946, var en dansk författare och teaterledare. Han var 1899-1909 gift med skådespelerskan Anna Norrie.
Norrie var 1897-1904 ekonomiinspektör vid Dagmarteatret, 1902-1904 vid Casinoteatret och 1911-1920 vid Det Ny Teater, 1922-1924 ekonomidirektör vid Det Kongelige Teater och 1924-1930 chef för samma teater. Han skrev en del populära lustspel och verkade som en flitig och habil översättare och bearbetare för teatern.